# Encymon violaceus
Encymon violaceus es una especie de coleóptero de la familia Endomychidae.

## Distribución geográfica
Habita en Sumatra, Borneo, Java y  Birmania.